# Ricardo Casas
Ricardo Cascas (født 17. april 1967) er en argentinsk linjedommer. Han har blandt andet dømt i VM 2010

## Karriere

### VM 2010
- Serbien –  Ghana
- Holland –  Japan
- Schweiz –  Honduras
- Spanien –  Portugal